# 2. Bundesliga 2024–25
2. Bundesliga 2024–25 là mùa giải thứ 51 của 2. Bundesliga. Giải đấu bắt đầu từ ngày 2 tháng 8 năm 2024 và kết thúc vào ngày 18 tháng 5 năm 2025.
Lịch thi đấu được công bố vào ngày 4 tháng 7 năm 2024.

## Các đội bóng

### Thay đổi đội
| Thăng hạng từ 3. Liga 2023–24                                                | Xuống hạng từ Bundesliga 2023–24        | Thăng hạng tới Bundesliga 2024–25        | Xuống hạng tới 2024–25 3. Liga                                                     |
| ---------------------------------------------------------------------------- | --------------------------------------- | ---------------------------------------- | ---------------------------------------------------------------------------------- |
| SSV Ulm (1st) · Preußen Münster (2nd) · Jahn Regensburg (3rd, thắng playoff) | 1. FC Köln (17th) · Darmstadt 98 (18th) | FC St. Pauli (1st) · Holstein Kiel (2nd) | Hansa Rostock (17th) · VfL Osnabrück (18th) · Wehen Wiesbaden (16th, thua playoff) |

### Sân vận động và địa điểm
| Đội                    | Địa điểm       | Sân vận động                   | Sức chứa |
| ---------------------- | -------------- | ------------------------------ | -------- |
| Eintracht Braunschweig | Braunschweig   | Eintracht-Stadion              | 23,325   |
| Hertha BSC             | Berlin         | Olympiastadion                 | 74,649   |
| Darmstadt 98           | Darmstadt      | Merck-Stadion am Böllenfalltor | 17,650   |
| Fortuna Düsseldorf     | Düsseldorf     | Merkur Spiel-Arena             | 54,600   |
| SV Elversberg          | Elversberg     | Waldstadion an der Kaiserlinde | 10,000   |
| Greuther Fürth         | Fürth          | Sportpark Ronhof Thomas Sommer | 16,626   |
| Hamburger SV           | Hamburg        | Volksparkstadion               | 57,000   |
| Hannover 96            | Hanover        | Heinz von Heiden Arena         | 49,000   |
| 1. FC Kaiserslautern   | Kaiserslautern | Fritz-Walter-Stadion           | 49,780   |
| Karlsruher SC          | Karlsruhe      | BBBank Wildpark                | 34,302   |
| 1. FC Köln             | Cologne        | RheinEnergieStadion            | 49,698   |
| 1. FC Magdeburg        | Magdeburg      | MDCC-Arena                     | 30,098   |
| Preußen Münster        | Münster        | Preußenstadion                 | 14,300   |
| 1. FC Nürnberg         | Nuremberg      | Max-Morlock-Stadion            | 49,923   |
| SC Paderborn           | Paderborn      | Home Deluxe Arena              | 15,000   |
| Jahn Regensburg        | Regensburg     | Jahnstadion Regensburg         | 15,210   |
| Schalke 04             | Gelsenkirchen  | Veltins-Arena                  | 62,271   |
| SSV Ulm                | Ulm            | Donaustadion                   | 19,500   |

### Nhân sự và trang phục
| Đội                    | Huấn luyện viên trưởng | Đội trưởng         | Nhà sản xuất trang phục | Nhà tài trợ áo đấu      | Nhà tài trợ áo đấu |
| Đội                    | Huấn luyện viên trưởng | Đội trưởng         | Nhà sản xuất trang phục | Đằng trước              | Tay áo             |
| ---------------------- | ---------------------- | ------------------ | ----------------------- | ----------------------- | ------------------ |
| Eintracht Braunschweig | Daniel Scherning       | Ermin Bičakčić     | Puma                    | BRAWO Group             | Lease a Bike       |
| Hertha BSC             | Cristian Fiél          | Toni Leistner      | Nike                    | CheckCars24.de          | WTG                |
| Darmstadt 98           | Torsten Lieberknecht   | Fabian Holland     | Craft                   | HAIX                    | 28 Black           |
| Fortuna Düsseldorf     | Daniel Thioune         | André Hoffmann     | Adidas                  | Targobank               | Metro Chef         |
| SV Elversberg          | Horst Steffen          | Robin Fellhauer    | Nike                    | HYLO                    | Pure Steel         |
| Greuther Fürth         | Alexander Zorniger     | Branimir Hrgota    | Puma                    | Hofmann Personal        | Signia             |
| Hamburger SV           | Steffen Baumgart       | Sebastian Schonlau | Adidas                  | HanseMerkur             | Plan International |
| Hannover 96            | Stefan Leitl           | Ron-Robert Zieler  | Macron                  | Heise                   | ÜSTRA              |
| 1. FC Kaiserslautern   | Markus Anfang          | Marlon Ritter      | Castore                 | Novoline                | Lacalut            |
| Karlsruher SC          | Christian Eichner      | Marvin Wanitzek    | Macron                  | SWEG                    | billiger.de        |
| 1. FC Köln             | Gerhard Struber        | Timo Hübers        | Hummel                  | REWE                    | DEVK               |
| 1. FC Magdeburg        | Christian Titz         | Dominik Reimann    | Hummel                  | Humanas                 | SWM Magdeburg      |
| Preußen Münster        | Sascha Hildmann        | Marc Lorenz        | Jako                    | FIEGE                   | Stadtwerke Münster |
| 1. FC Nürnberg         | Miroslav Klose         | Robin Knoche       | Adidas                  | Nürnberger Versicherung | Helmsauer          |
| SC Paderborn           | Lukas Kwasniok         | Raphael Obermair   | Saller                  | Four 20 Pharma          | Personalco         |
| Jahn Regensburg        | Joe Enochs             | Andreas Geipl      | Hummel                  | Netto                   | Không có           |
| Schalke 04             | Karel Geraerts         | Kenan Karaman      | Adidas                  | SUN Minimeal            | hülsta             |
| SSV Ulm                | Thomas Wörle           | Johannes Reichert  | Uhlsport                | Liqui Moly              | B-ITE E-Recruiting |

### Thay đổi huấn luyện viên
| Đội                  | HLV ra đi        | Lý do                  | Thời gian           | Thời gian           | Vị trí trong BXH | HLV đến         | Ngày đến            | Ngày đến           |
| Đội                  | HLV ra đi        | Lý do                  | Công bố             | Chính thức          | Vị trí trong BXH | HLV đến         | Công bố             | Chính thức         |
| -------------------- | ---------------- | ---------------------- | ------------------- | ------------------- | ---------------- | --------------- | ------------------- | ------------------ |
| 1. FC Kaiserslautern | Friedhelm Funkel | Đồng thuận             | 17 tháng 5 năm 2024 | 30 tháng 6 năm 2024 | Trước mùa giải   | Markus Anfang   | 29 tháng 5 năm 2024 | 1 tháng 7 năm 2024 |
| Hertha BSC           | Pál Dárdai       | Hết thời gian hợp đồng | 18 tháng 5 năm 2024 | 30 tháng 6 năm 2024 | Trước mùa giải   | Cristian Fiél   | 6 tháng 6 năm 2024  | 1 tháng 7 năm 2024 |
| 1. FC Köln           | Timo Schultz     | Hết thời gian hợp đồng | 27 tháng 5 năm 2024 | 30 tháng 6 năm 2024 | Trước mùa giải   | Gerhard Struber | 12 tháng 6 năm 2024 | 1 tháng 7 năm 2024 |
| 1. FC Nürnberg       | Cristian Fiél    | Ký bởi Hertha BSC      | 6 tháng 6 năm 2024  | 30 tháng 6 năm 2024 | Trước mùa giải   | Miroslav Klose  | 11 tháng 6 năm 2024 | 1 tháng 7 năm 2024 |

## Bảng xếp hạng
| VT | Đội                        | ST | T  | H  | B  | BT | BB | HS  | Đ  | Thăng hạng, giành quyền tham dự hoặc xuống hạng |
| -- | -------------------------- | -- | -- | -- | -- | -- | -- | --- | -- | ----------------------------------------------- |
| 1  | 1. FC Köln (C, P)          | 34 | 18 | 7  | 9  | 53 | 38 | +15 | 61 | Thăng hạng lên Bundesliga                       |
| 2  | Hamburger SV (P)           | 34 | 16 | 11 | 7  | 78 | 44 | +34 | 59 | Thăng hạng lên Bundesliga                       |
| 3  | SV Elversberg              | 34 | 16 | 10 | 8  | 64 | 37 | +27 | 58 | Tham dự play-off thăng hạng                     |
| 4  | SC Paderborn               | 34 | 15 | 10 | 9  | 56 | 46 | +10 | 55 |                                                 |
| 5  | 1. FC Magdeburg            | 34 | 14 | 11 | 9  | 64 | 52 | +12 | 53 |                                                 |
| 6  | Fortuna Düsseldorf         | 34 | 14 | 11 | 9  | 57 | 52 | +5  | 53 |                                                 |
| 7  | 1. FC Kaiserslautern       | 34 | 15 | 8  | 11 | 56 | 55 | +1  | 53 |                                                 |
| 8  | Karlsruher SC              | 34 | 14 | 10 | 10 | 57 | 55 | +2  | 52 |                                                 |
| 9  | Hannover 96                | 34 | 13 | 12 | 9  | 41 | 36 | +5  | 51 |                                                 |
| 10 | 1. FC Nürnberg             | 34 | 14 | 6  | 14 | 60 | 57 | +3  | 48 |                                                 |
| 11 | Hertha BSC                 | 34 | 12 | 8  | 14 | 49 | 51 | −2  | 44 |                                                 |
| 12 | Darmstadt 98               | 34 | 11 | 9  | 14 | 56 | 55 | +1  | 42 |                                                 |
| 13 | Greuther Fürth             | 34 | 10 | 9  | 15 | 45 | 59 | −14 | 39 |                                                 |
| 14 | Schalke 04                 | 34 | 10 | 8  | 16 | 52 | 62 | −10 | 38 |                                                 |
| 15 | Preußen Münster            | 34 | 8  | 12 | 14 | 40 | 43 | −3  | 36 |                                                 |
| 16 | Eintracht Braunschweig (O) | 34 | 8  | 11 | 15 | 38 | 64 | −26 | 35 | Tham dự play-off trụ hạng                       |
| 17 | SSV Ulm (R)                | 34 | 6  | 12 | 16 | 36 | 48 | −12 | 30 | Xuống hạng tới 3. Liga                          |
| 18 | Jahn Regensburg (R)        | 34 | 6  | 7  | 21 | 23 | 71 | −48 | 25 | Xuống hạng tới 3. Liga                          |

### Vị trí theo vòng
Bảng liệt kê vị trí của các đội sau mỗi vòng thi đấu. Để duy trì các diễn biến theo trình tự thời gian, bất kỳ trận đấu bù nào sẽ không được tính vào vòng đấu mà chúng đã được lên lịch ban đầu mà sẽ được tính thêm vào vòng đấu diễn ra ngay sau đó.
| Đội ╲ Vòng           | 1                      | 2  | 3  | 4  | 5  | 6  | 7  | 8  | 9  | 10 | 11 | 12 | 13 | 14 | 15 | 16 | 17 | 18 | 19 | 20 | 21 | 22 | 23 | 24 | 25 | 26 | 27 | 28 | 29 | 30 | 31 | 32 | 33 | 34 |    |
| -------------------- | ---------------------- | -- | -- | -- | -- | -- | -- | -- | -- | -- | -- | -- | -- | -- | -- | -- | -- | -- | -- | -- | -- | -- | -- | -- | -- | -- | -- | -- | -- | -- | -- | -- | -- | -- | -- |
| Đội ╲ Vòng           | Eintracht Braunschweig | 18 | 18 | 18 | 18 | 18 | 17 | 17 | 15 | 16 | 16 | 17 | 15 | 15 | 15 | 15 | 17 | 17 | 17 | 17 | 17 | 16 | 15 | 16 | 16 | 16 | 16 | 16 | 16 | 15 | 15 | 15 | 15 | 16 | 16 |
| Hertha BSC           | 13                     | 14 | 11 | 8  | 9  | 7  | 7  | 9  | 7  | 6  | 8  | 11 | 12 | 9  | 11 | 11 | 12 | 12 | 12 | 12 | 13 | 14 | 14 | 14 | 14 | 14 | 13 | 12 | 12 | 11 | 11 | 11 | 11 | 11 |    |
| Darmstadt 98         | 17                     | 17 | 16 | 17 | 16 | 14 | 16 | 16 | 13 | 13 | 12 | 12 | 10 | 11 | 10 | 10 | 10 | 10 | 10 | 11 | 12 | 13 | 12 | 13 | 13 | 13 | 14 | 13 | 13 | 12 | 12 | 12 | 12 | 12 |    |
| Fortuna Düsseldorf   | 3                      | 4  | 2  | 1  | 1  | 1  | 1  | 1  | 1  | 1  | 3  | 3  | 7  | 8  | 5  | 4  | 8  | 9  | 7  | 5  | 5  | 5  | 5  | 7  | 9  | 8  | 9  | 7  | 4  | 6  | 6  | 6  | 5  | 6  |    |
| SV Elversberg        | 10                     | 12 | 14 | 11 | 12 | 12 | 9  | 8  | 8  | 7  | 9  | 6  | 3  | 6  | 4  | 1  | 4  | 7  | 9  | 9  | 8  | 7  | 7  | 6  | 6  | 9  | 7  | 6  | 3  | 4  | 4  | 3  | 3  | 3  |    |
| Greuther Fürth       | 2                      | 2  | 6  | 3  | 6  | 8  | 10 | 10 | 12 | 11 | 13 | 13 | 14 | 13 | 13 | 12 | 14 | 14 | 15 | 14 | 11 | 12 | 11 | 11 | 12 | 12 | 12 | 14 | 14 | 14 | 14 | 14 | 14 | 13 |    |
| Hamburger SV         | 6                      | 7  | 12 | 7  | 4  | 5  | 6  | 5  | 3  | 5  | 4  | 5  | 8  | 2  | 7  | 8  | 3  | 1  | 1  | 2  | 2  | 2  | 1  | 1  | 1  | 1  | 2  | 1  | 1  | 2  | 2  | 1  | 1  | 2  |    |
| Hannover 96          | 4                      | 5  | 3  | 9  | 5  | 6  | 4  | 6  | 6  | 2  | 1  | 1  | 4  | 4  | 3  | 5  | 7  | 4  | 5  | 6  | 7  | 8  | 8  | 8  | 7  | 6  | 6  | 8  | 9  | 10 | 9  | 8  | 8  | 9  |    |
| 1. FC Kaiserslautern | 6                      | 6  | 5  | 10 | 10 | 10 | 11 | 12 | 11 | 10 | 10 | 10 | 9  | 3  | 2  | 6  | 9  | 5  | 4  | 4  | 3  | 3  | 3  | 2  | 3  | 4  | 3  | 4  | 6  | 7  | 7  | 7  | 6  | 7  |    |
| Karlsruher SC        | 5                      | 8  | 4  | 2  | 2  | 2  | 3  | 4  | 2  | 4  | 5  | 4  | 2  | 5  | 9  | 7  | 2  | 6  | 8  | 8  | 10 | 10 | 10 | 9  | 10 | 10 | 10 | 10 | 10 | 9  | 8  | 9  | 9  | 8  |    |
| 1. FC Köln           | 12                     | 13 | 8  | 6  | 8  | 9  | 8  | 7  | 10 | 12 | 11 | 7  | 5  | 7  | 6  | 2  | 1  | 3  | 2  | 1  | 1  | 1  | 2  | 5  | 2  | 2  | 1  | 2  | 2  | 1  | 1  | 2  | 2  | 1  |    |
| 1. FC Magdeburg      | 9                      | 3  | 7  | 4  | 3  | 3  | 2  | 2  | 4  | 9  | 7  | 9  | 6  | 10 | 8  | 9  | 5  | 2  | 3  | 3  | 4  | 4  | 4  | 3  | 4  | 5  | 5  | 3  | 5  | 3  | 3  | 5  | 7  | 5  |    |
| Preußen Münster      | 15                     | 15 | 15 | 16 | 15 | 13 | 15 | 17 | 17 | 17 | 14 | 16 | 17 | 17 | 17 | 15 | 15 | 15 | 14 | 15 | 15 | 16 | 15 | 15 | 15 | 15 | 15 | 15 | 16 | 16 | 17 | 16 | 15 | 15 |    |
| 1. FC Nürnberg       | 11                     | 10 | 10 | 13 | 11 | 11 | 14 | 11 | 9  | 8  | 6  | 8  | 11 | 12 | 12 | 13 | 11 | 11 | 11 | 10 | 9  | 9  | 9  | 10 | 8  | 7  | 8  | 9  | 8  | 8  | 10 | 10 | 10 | 10 |    |
| SC Paderborn         | 8                      | 1  | 1  | 5  | 7  | 4  | 5  | 3  | 5  | 3  | 2  | 2  | 1  | 1  | 1  | 3  | 6  | 8  | 6  | 7  | 6  | 6  | 6  | 4  | 5  | 3  | 4  | 5  | 7  | 5  | 5  | 4  | 4  | 4  |    |
| Jahn Regensburg      | 16                     | 11 | 13 | 14 | 14 | 18 | 18 | 18 | 18 | 18 | 18 | 18 | 18 | 18 | 18 | 18 | 18 | 18 | 18 | 18 | 18 | 18 | 18 | 18 | 18 | 18 | 18 | 18 | 18 | 18 | 18 | 18 | 18 | 18 |    |
| Schalke 04           | 1                      | 9  | 9  | 12 | 13 | 16 | 13 | 13 | 14 | 15 | 16 | 14 | 13 | 14 | 14 | 14 | 13 | 13 | 13 | 13 | 14 | 11 | 13 | 12 | 11 | 11 | 11 | 11 | 11 | 13 | 13 | 13 | 13 | 14 |    |
| SSV Ulm              | 14                     | 16 | 17 | 15 | 17 | 15 | 12 | 14 | 15 | 14 | 15 | 17 | 16 | 16 | 16 | 16 | 16 | 16 | 16 | 16 | 17 | 17 | 17 | 17 | 17 | 17 | 17 | 17 | 17 | 17 | 16 | 17 | 17 | 17 |    |

## Bảng kết quả

### Tỷ số
| Nhà \ Khách            | BRA | BSC | DAR | DÜS | ELV | FÜR | HAM | HAN | KAI | KAR | KÖL | MAG | MÜN | NÜR | PAD | REG | SCH | ULM |
| ---------------------- | --- | --- | --- | --- | --- | --- | --- | --- | --- | --- | --- | --- | --- | --- | --- | --- | --- | --- |
| Eintracht Braunschweig | —   | 1–5 | 1–0 | 2–2 | 0–3 | 2–0 | 3–1 | 2–0 | 2–0 | 1–2 | 1–2 | 1–3 | 1–1 | 1–4 | 3–2 | 0–0 | 0–0 | 1–1 |
| Hertha BSC             | 3–1 | —   | 1–1 | 0–2 | 1–4 | 1–0 | 2–3 | 1–1 | 0–1 | 3–1 | 0–1 | 1–1 | 1–2 | 0–0 | 1–2 | 2–0 | 1–2 | 2–2 |
| Darmstadt 98           | 1–1 | 3–1 | —   | 0–2 | 0–3 | 1–0 | 0–4 | 3–1 | 5–1 | 3–0 | 5–1 | 1–2 | 0–0 | 1–1 | 0–1 | 3–1 | 2–0 | 1–1 |
| Fortuna Düsseldorf     | 5–0 | 2–1 | 2–2 | —   | 0–2 | 1–2 | 0–3 | 1–0 | 3–4 | 0–0 | 2–2 | 2–5 | 1–0 | 3–3 | 1–1 | 1–0 | 2–0 | 3–2 |
| SV Elversberg          | 3–0 | 4–0 | 4–0 | 1–1 | —   | 2–0 | 4–2 | 3–1 | 1–0 | 2–2 | 2–2 | 2–5 | 0–1 | 2–1 | 1–3 | 6–0 | 1–4 | 1–3 |
| Greuther Fürth         | 3–0 | 2–1 | 1–5 | 1–2 | 0–0 | —   | 3–2 | 1–0 | 2–4 | 2–3 | 1–1 | 1–1 | 3–1 | 0–4 | 1–1 | 2–1 | 3–3 | 0–1 |
| Hamburger SV           | 2–4 | 1–1 | 2–2 | 4–1 | 0–0 | 5–0 | —   | 2–2 | 3–0 | 1–2 | 1–0 | 3–1 | 4–1 | 1–1 | 2–2 | 5–0 | 2–2 | 6–1 |
| Hannover 96            | 1–1 | 0–0 | 1–2 | 1–1 | 1–3 | 1–1 | 1–0 | —   | 3–1 | 2–1 | 1–0 | 0–0 | 2–2 | 2–0 | 1–1 | 2–0 | 1–0 | 3–2 |
| 1. FC Kaiserslautern   | 3–2 | 3–4 | 2–1 | 3–1 | 1–1 | 2–2 | 2–2 | 0–0 | —   | 3–1 | 0–1 | 2–2 | 2–1 | 1–2 | 3–0 | 3–0 | 2–1 | 2–1 |
| Karlsruher SC          | 0–2 | 1–3 | 3–3 | 2–3 | 3–2 | 1–0 | 1–3 | 1–0 | 2–2 | —   | 1–0 | 3–1 | 1–1 | 3–2 | 3–0 | 4–2 | 2–0 | 0–0 |
| 1. FC Köln             | 5–0 | 0–1 | 2–1 | 1–1 | 1–0 | 1–0 | 1–2 | 2–2 | 4–0 | 4–4 | —   | 1–2 | 3–1 | 3–1 | 1–2 | 1–1 | 1–0 | 2–0 |
| 1. FC Magdeburg        | 1–1 | 1–3 | 4–1 | 4–2 | 0–0 | 2–2 | 0–3 | 0–3 | 2–0 | 2–2 | 3–0 | —   | 0–5 | 3–4 | 1–1 | 3–0 | 2–2 | 0–0 |
| Preußen Münster        | 1–1 | 2–0 | 1–1 | 1–0 | 1–1 | 2–1 | 1–2 | 0–0 | 0–1 | 1–1 | 0–1 | 1–2 | —   | 0–1 | 3–3 | 2–0 | 1–2 | 0–0 |
| 1. FC Nürnberg         | 1–0 | 0–2 | 1–0 | 2–2 | 1–3 | 3–0 | 0–3 | 1–2 | 0–0 | 2–1 | 1–2 | 0–4 | 3–2 | —   | 2–3 | 8–3 | 3–1 | 2–0 |
| SC Paderborn           | 0–0 | 1–2 | 3–1 | 1–2 | 1–1 | 1–2 | 2–0 | 2–1 | 5–3 | 1–2 | 1–2 | 2–1 | 2–0 | 3–2 | —   | 3–0 | 2–4 | 0–0 |
| Jahn Regensburg        | 1–1 | 2–0 | 2–1 | 0–3 | 1–0 | 0–4 | 1–1 | 0–1 | 0–0 | 2–2 | 0–1 | 0–1 | 0–3 | 2–1 | 0–0 | —   | 2–0 | 1–0 |
| Schalke 04             | 5–1 | 2–2 | 3–5 | 1–1 | 1–2 | 3–4 | 2–2 | 1–2 | 0–3 | 2–1 | 1–3 | 2–5 | 1–0 | 3–1 | 0–2 | 2–0 | —   | 2–1 |
| SSV Ulm                | 3–1 | 2–3 | 2–1 | 1–2 | 0–0 | 1–1 | 1–1 | 1–2 | 1–2 | 0–1 | 0–1 | 1–0 | 2–2 | 1–2 | 0–2 | 5–1 | 0–0 | —   |

### Bảng thắng bại
- T = Thắng, H = Hòa, B = Bại

| Đội \ Vòng             | 1 | 2 | 3 | 4 | 5 | 6 | 7 | 8 | 9 | 10 | 11 | 12 | 13 | 14 | 15 | 16 | 17 | Đội                    | 18 | 19 | 20 | 21 | 22 | 23 | 24 | 25 | 26 | 27 | 28 | 29 | 30 | 31 | 32 | 33 | 34 | Đội                    |
| ---------------------- | - | - | - | - | - | - | - | - | - | -- | -- | -- | -- | -- | -- | -- | -- | ---------------------- | -- | -- | -- | -- | -- | -- | -- | -- | -- | -- | -- | -- | -- | -- | -- | -- | -- | ---------------------- |
| Eintracht Braunschweig | B | B | B | B | H | T | B | T | B | H  | H  | T  | B  | H  | B  | B  | B  | Eintracht Braunschweig | H  | H  | B  | T  | T  | B  | H  | H  | B  | H  | T  | T  | T  | H  | H  | B  | B  | Eintracht Braunschweig |
| Hertha BSC             | B | H | T | T | B | T | B | H | T | T  | B  | B  | H  | T  | B  | B  | H  | Hertha BSC             | T  | B  | B  | B  | B  | H  | B  | B  | T  | T  | T  | H  | T  | H  | T  | B  | H  | Hertha BSC             |
| Darmstadt 98           | B | B | H | B | H | T | B | H | T | H  | T  | T  | T  | H  | H  | T  | B  | Darmstadt 98           | H  | B  | B  | B  | B  | T  | B  | T  | B  | B  | T  | H  | T  | H  | B  | B  | T  | Darmstadt 98           |
| Fortuna Düsseldorf     | T | H | T | T | T | H | T | B | T | B  | B  | H  | B  | H  | T  | H  | B  | Fortuna Düsseldorf     | H  | T  | T  | H  | T  | H  | B  | B  | T  | B  | T  | T  | H  | H  | H  | T  | B  | Fortuna Düsseldorf     |
| SV Elversberg          | H | H | B | T | H | B | T | T | H | T  | B  | T  | T  | B  | T  | T  | B  | SV Elversbergs         | B  | B  | H  | T  | T  | H  | T  | H  | B  | H  | T  | T  | H  | H  | T  | T  | T  | SV Elversberg          |
| Greuther Fürth         | T | H | H | T | H | B | B | H | B | T  | B  | B  | B  | H  | T  | T  | B  | Greuther Fürth         | B  | B  | T  | T  | B  | T  | T  | H  | B  | H  | B  | H  | B  | B  | B  | H  | T  | Greuther Fürth         |
| Hamburger SV           | T | H | B | T | T | H | H | T | T | B  | H  | B  | H  | T  | H  | H  | T  | Hamburger SV           | T  | T  | H  | T  | H  | T  | B  | T  | T  | H  | T  | B  | H  | B  | T  | T  | B  | Hamburger SV           |
| Hannover 96            | T | H | T | B | T | B | T | B | T | T  | T  | B  | B  | H  | T  | B  | H  | Hannover 96            | T  | H  | H  | H  | H  | H  | T  | H  | T  | H  | B  | B  | B  | T  | T  | H  | H  | Hannover 96            |
| 1. FC Kaiserslautern   | T | H | T | B | B | H | H | B | T | T  | H  | H  | T  | T  | T  | B  | B  | 1. FC Kaiserslautern   | T  | T  | T  | T  | H  | B  | T  | H  | B  | T  | B  | B  | B  | T  | H  | T  | B  | 1. FC Kaiserslautern   |
| Karlsruher SC          | T | H | T | T | T | H | H | H | T | B  | B  | H  | T  | B  | B  | T  | T  | Karlsruher SC          | B  | B  | H  | B  | B  | T  | T  | B  | H  | B  | T  | H  | T  | T  | H  | H  | T  | Karlsruher SC          |
| 1. FC Köln             | B | H | T | T | B | H | H | T | B | B  | T  | T  | T  | H  | T  | T  | T  | 1. FC Köln             | B  | T  | T  | T  | B  | H  | B  | T  | T  | T  | B  | H  | T  | B  | H  | T  | T  | 1. FC Köln             |
| 1. FC Magdeburg        | H | T | H | T | T | H | T | H | B | B  | H  | H  | T  | B  | T  | H  | T  | 1. FC Magdeburg        | T  | H  | T  | B  | T  | B  | T  | H  | B  | H  | T  | B  | T  | H  | B  | B  | T  | 1. FC Magdeburg        |
| Preußen Münster        | B | H | B | B | H | T | B | B | H | H  | T  | H  | B  | H  | B  | T  | H  | Preußen Münster        | T  | H  | B  | B  | B  | T  | B  | B  | T  | H  | B  | H  | B  | H  | T  | T  | H  | Preußen Münster        |
| 1. FC Nürnberg         | B | T | H | B | T | B | B | T | T | T  | H  | H  | B  | H  | B  | B  | T  | 1. FC Nürnberg         | T  | B  | T  | T  | T  | H  | B  | T  | T  | B  | B  | T  | B  | H  | B  | B  | T  | 1. FC Nürnberg         |
| SC Paderborn           | T | T | H | H | H | T | H | T | B | T  | H  | H  | T  | T  | B  | H  | B  | SC Paderborn           | B  | T  | B  | T  | T  | H  | T  | H  | T  | B  | B  | B  | T  | H  | T  | T  | B  | SC Paderborn           |
| Jahn Regensburg        | B | T | B | B | B | B | H | B | B | B  | T  | B  | B  | H  | B  | B  | T  | Jahn Regensburg        | B  | B  | T  | B  | H  | B  | B  | H  | B  | T  | B  | T  | B  | H  | H  | H  | B  | Jahn Regensburg        |
| Schalke 04             | T | B | H | B | B | B | T | H | B | B  | H  | T  | H  | B  | T  | H  | T  | Schalke 04             | H  | T  | B  | B  | T  | B  | T  | T  | B  | H  | T  | B  | H  | B  | B  | B  | B  | Schalke 04             |
| SSV Ulm                | B | B | B | H | B | T | T | B | B | H  | H  | H  | H  | H  | B  | H  | H  | SSV Ulm                | B  | T  | B  | B  | B  | H  | H  | B  | H  | T  | B  | T  | B  | T  | B  | B  | H  | SSV Ulm                |
| Đội \ Vòng             | 1 | 2 | 3 | 4 | 5 | 6 | 7 | 8 | 9 | 10 | 11 | 12 | 13 | 14 | 15 | 16 | 17 | Đội                    | 18 | 19 | 20 | 21 | 22 | 23 | 24 | 25 | 26 | 27 | 28 | 29 | 30 | 31 | 32 | 33 | 34 | Đội                    |

## Vòng play-off

### Play-off thăng hạng
Play-off thăng hạng sẽ diễn ra vào ngày 22 và 26 tháng 5 năm 2025. Đội bóng xếp thứ 3 sẽ thi đấu với đội bóng xếp thứ 16 Bundesliga.

#### Tóm tắt
| Đội 1      | TTS | Đội 2      | Lượt đi | Lượt về |
| ---------- | --- | ---------- | ------- | ------- |
| Heidenheim | 4–3 | Elversberg | 2–2     | 2–1     |

#### Các trận đấu
| Heidenheim                    | 2–2      | Elversberg                 |
| ----------------------------- | -------- | -------------------------- |
| - Siersleben 61' - Honsak 64' | Chi tiết | - Petkov 18' - Asllani 42' |

| Elversberg      | 1–2      | Heidenheim                  |
| --------------- | -------- | --------------------------- |
| - Fellhauer 31' | Chi tiết | - Honsak 9' - Scienza 90+5' |

Heidenheim thắng với tổng tỷ số 4–3 và cả hai vẫn giữ nguyên hạng đấu của mình.

### Play-off trụ hạng
Play-off trụ hạng sẽ diễn ra vào ngày 23 và 27 tháng 5 năm 2025.

#### Tóm tắt
| Đội 1       | TTS | Đội 2        | Lượt đi | Lượt về      |
| ----------- | --- | ------------ | ------- | ------------ |
| Saarbrücken | 2–4 | Braunschweig | 0–2     | 2–2 (s.h.p.) |

#### Các trận đấu
| Saarbrücken | 0–2      | Braunschweig                      |
| ----------- | -------- | --------------------------------- |
|             | Chi tiết | - Tempelmann 49' - Rittmüller 61' |

| Braunschweig                          | 2–2 (s.h.p.) | Saarbrücken                        |
| ------------------------------------- | ------------ | ---------------------------------- |
| - Di Michele 105+2' - Rittmüller 120' | Chi tiết     | - Kruger 66' (ph.đ.) - Brunker 83' |

Eintracht Braunschweig thắng với tổng tỷ số 4–2 và trụ hạng thành công.

## Thống kê

### Ghi bàn hàng đầu
| Hạng | Cầu thủ                       | Câu lạc bộ         | Bàn thắng |
| ---- | ----------------------------- | ------------------ | --------- |
| 1    | Davie Selke                   | Hamburger          | 22        |
| 2    | Martijn Kaars                 | Magdeburg          | 19        |
| 3    | Fisnik Asllani                | Elversberg         | 18        |
| 3    | Ragnar Ache                   | Kaiserslautern     | 18        |
| 5    | Moussa Sylla                  | Schalke            | 16        |
| 6    | Ransford-Yeboah Königsdörffer | Hamburger          | 14        |
| 6    | Isac Lidberg                  | Darmstadt          | 14        |
| 8    | Marvin Wanitzek               | Karlsruher         | 13        |
| 8    | Kenan Karaman                 | Schalke            | 13        |
| 8    | Rayan Philippe                | Braunschweig       | 13        |
| 8    | Dawid Kownacki                | Fortuna Düsseldorf | 13        |

#### Hat-trick
- H (= Home): Sân nhà
- A (= Away): Sân khách
- (4) : ghi 4 bàn thắng

| Stt | Cầu thủ            | Đội        | Thi đấu với  | Tỷ số   | Thời gian           |
| --- | ------------------ | ---------- | ------------ | ------- | ------------------- |
| 1   | Budu Zivzivadze    | Karlsruher | Nürnberg     | 3–2 (H) | Vòng 1, 3/8/2024    |
| 2   | Isac Lidberg       | Darmstadt  | Schalke      | 5–3 (A) | Vòng 6, 20/9/2024   |
| 3   | Marvin Wanitzek    | Karlsruher | Köln         | 4–4 (A) | Vòng 7, 29/9/2024   |
| 4   | Julian Justvan     | Nürnberg   | Regensburg   | 8–3 (H) | Vòng 10, 25/10/2024 |
| 5   | Martijn Kaars      | Magdeburg  | Elversberg   | 5–2 (A) | Vòng 18, 19/1/2025  |
| 6   | Semir Telalović(4) | SSV Ulm    | Regensburg   | 5–1 (H) | Vòng 19, 26/1/2025  |
| 7   | Martijn Kaars(4)   | Magdeburg  | Schalke      | 5–2 (A) | Vòng 20, 1/2/2025   |
| 8   | Fisnik Asllani     | Elversberg | Hannover     | 3–1 (A) | Vòng 29, 12/4/2025  |
| 9   | Mahir Emreli       | Nürnberg   | Braunschweig | 4–1 (A) | Vòng 34, 18/5/2025  |
| 10  | Felix Klaus        | Fürth      | Hamburger    | 3–2 (H) | Vòng 34, 18/5/2025  |

### Kiến tạo hàng đầu
| Hạng | Cầu thủ         | Câu lạc bộ     | Kiến tạo |
| ---- | --------------- | -------------- | -------- |
| 1    | Jean-Luc Dompé  | Hamburger      | 12       |
| 1    | Julian Justvan  | Nürnberg       | 12       |
| 3    | Miro Muheim     | Hamburger      | 11       |
| 3    | Linton Maina    | Köln           | 11       |
| 3    | Marvin Wanitzek | Karlsruher     | 11       |
| 6    | Aaron Zehnter   | Paderborn      | 10       |
| 7    | Caspar Jander   | Nürnberg       | 9        |
| 7    | Daniel Hanslik  | Kaiserslautern | 9        |
| 9    | Fisnik Asllani  | Elversberg     | 8        |

### Số trận giữ sạch lưới
| Hạng | Cầu thủ             | Câu lạc bộ         | Số trận sạch lưới |
| ---- | ------------------- | ------------------ | ----------------- |
| 1    | Nicolas Kristof     | Elversberg         | 13                |
| 2    | Ron-Robert Zieler   | Hannover           | 11                |
| 3    | Marvin Schwäbe      | Köln               | 9                 |
| 3    | Johannes Schenk     | Preußen Münster    | 9                 |
| 3    | Florian Kastenmeier | Fortuna Düsseldorf | 9                 |
| 6    | Heuer Fernandes     | Hamburger          | 8                 |
| 6    | Julian Krahl        | Kaiserslautern     | 8                 |
| 6    | Jan Reichert        | Nürnberg           | 8                 |
| 6    | Dominik Reimann     | Magdeburg          | 8                 |
| 6    | Max Weiß            | Karlsruher         | 8                 |